# Paraliochthonius
Genre
Synonymes
- Morikawia Chamberlin, 1962
- Stygiochthonius Carabajal Márquez, Garcia Carrillo & Rodríguez Fernández, 2001

Paraliochthonius est un genre de pseudoscorpions de la famille des Chthoniidae.

## Distribution
Les espèces de ce genre se rencontrent en Europe du Sud, en Asie, en Amérique et en Afrique.

## Liste des espèces
Selon Pseudoscorpions of the World (version 3.0) :
- Paraliochthonius azanius Mahnert, 1986
- Paraliochthonius barrancoi (Carabajal Márquez, García Carrillo & Rodríguez Fernández, 2001)
- Paraliochthonius canariensis Vachon, 1961
- Paraliochthonius carpenteri Muchmore, 1984
- Paraliochthonius cavalensis Zaragoza, 2004
- Paraliochthonius darwini Harvey, 2009
- Paraliochthonius hoestlandti Vachon, 1960
- Paraliochthonius insulae Hoff, 1963
- Paraliochthonius johnstoni (Chamberlin, 1923)
- Paraliochthonius martini Mahnert, 1989
- Paraliochthonius mexicanus Muchmore, 1972
- Paraliochthonius mirus Mahnert, 2002
- Paraliochthonius puertoricensis Muchmore, 1967
- Paraliochthonius setiger (Mahnert, 1997)
- Paraliochthonius singularis (Menozzi, 1924)
- Paraliochthonius superstes (Mahnert, 1986)
- Paraliochthonius takashimai (Morikawa, 1958)
- Paraliochthonius tenebrarum Mahnert, 1989
- Paraliochthonius vachoni Harvey, 2009
- Paraliochthonius weygoldti Muchmore, 1967

et décrites depuis :
- Paraliochthonius galapagensis Mahnert, 2014
- Paraliochthonius litoralis Mahnert, 2014
- Paraliochthonius pecki Mahnert, 2014
- Paraliochthonius quirosi Bedoya-Roqueme, 2015
- Paraliochthonius rupicola Mahnert, 2014
- † Paraliochthonius miomaya Judson, 2016

## Publication originale
- Beier, 1956 : Ein neuer Blothrus (Pseudoscorp.) aus Sardinien, und ueber zwei Pseudoscorpione des westmediterranen Litorals. Fragmenta Entomologica, vol. 2, p. 55-63.